# Trentepohlia (Trentepohlia) nigroapicalis
Trentepohlia (Trentepohlia) nigroapicalis is een tweevleugelige uit de familie steltmuggen (Limoniidae). De soort komt voor in het Oriëntaals gebied.